# Tiofosfato
.
Tiofosfatos são compostos ou aniões de fórmula geral PS4-xOx3- (x = 0, 1, 2, or 3), ou seja, derivados do fosfato em que um a quatro dos oxigênios são substituídos por enxofre. Podem ser monotiofosfatos (ex: paratião), ditiofosfatos (ex: ekatin) ou, mais raramente, tritiofosfatos e tetratiofosfatos. Tiofosfatos apresentam centros de fósforo tetraédrico (V).